# Буковець (річка)
Буковець — річка в Україні, у Хустському й Іршавському районах Закарпатської області. Права притока Берберке (басейн Дунаю).

## Опис
Довжина річки 11 км, похил річки — 45 м/км. Площа басейну 22,3 км².

## Розташування
Бере початок на північному сході від Рокосово. Тече переважно на північний захід через Малий Раковець, Великий Раковець і впадає в річку Берберке, ліву притоку Боржави.